# Reinhard Hauke

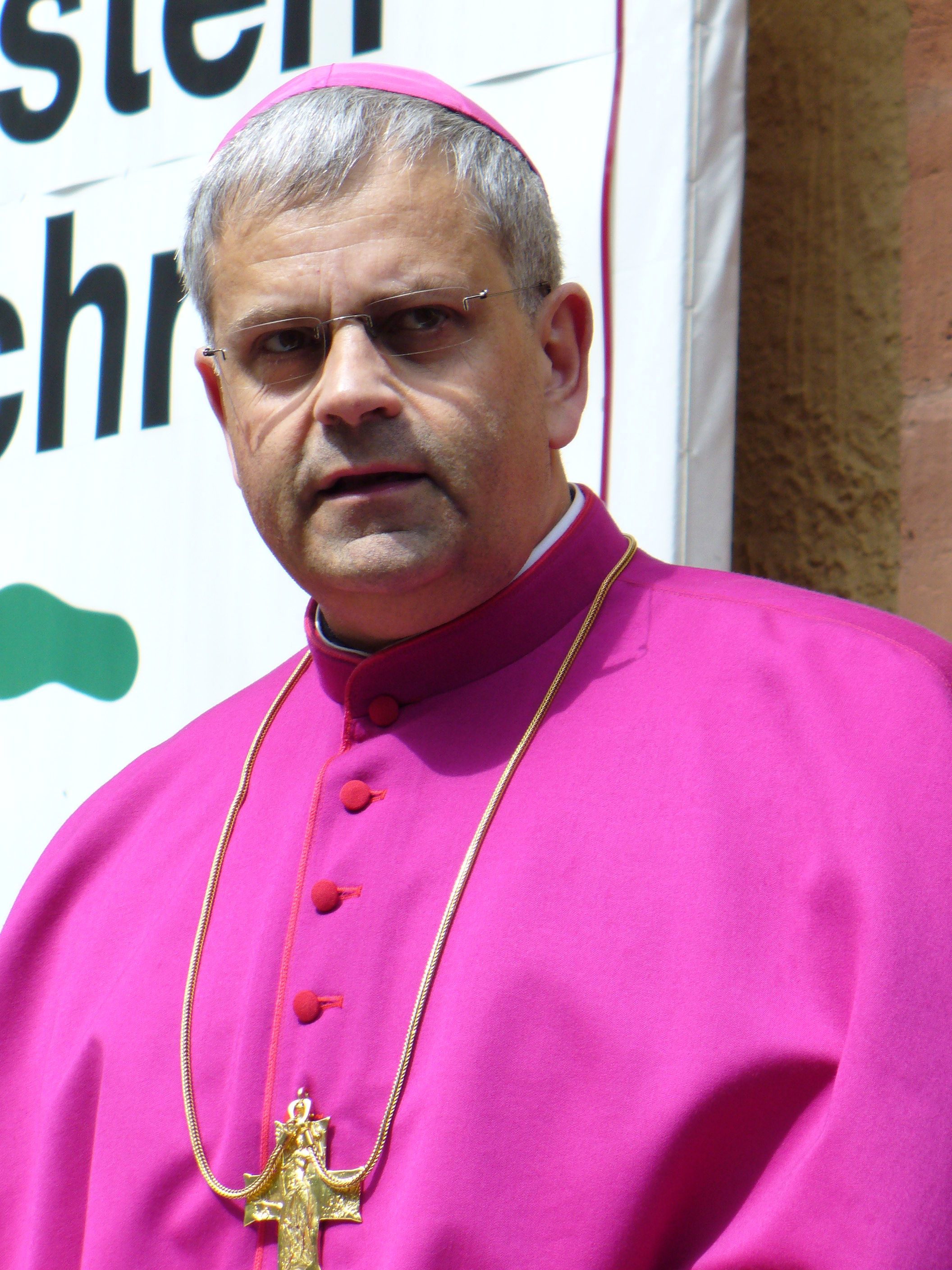
Weihbischof Reinhard Hauke

Reinhard Hauke (* 6. November 1953 in Weimar) ist Weihbischof im Bistum Erfurt.

## Leben

Das Bischofswappen von Weihbischof Reinhard Hauke zeigt Thüringer Motive

Als jüngstes Kind von Heimatvertriebenen aus Schlesien – der Vater stammt aus Kattowitz in Oberschlesien, die Mutter aus Liebau in Niederschlesien – wuchs Reinhard Hauke in Weimar auf und legte dort an der Erweiterten Oberschule sein Abitur ab. In einem kirchlichen Kurs erlernte er am Norbertinum in Magdeburg noch Latein und Altgriechisch und studierte in Erfurt Katholische Theologie und Philosophie. Am 30. Juni 1979 empfing er durch Bischof Hugo Aufderbeck das Sakrament der Priesterweihe. Im Jahr 1987 begann er ein Promotionsstudium in Liturgiewissenschaft, das er 1992 an der Universität Passau mit einer Dissertation mit dem Thema Die lobpreisende Memoria: Die ökumenische Dimension der Christusanamnese in doxologischer Gestalt abschloss.
Nach seiner Priesterweihe wirkte Hauke zunächst als Kaplan in Jena und Heiligenstadt. Im Jahr 1987 kam er als Präfekt im Priesterseminar und Domvikar nach Erfurt. 1992 wurde Reinhard Hauke auch Dompfarrer im Erfurter Dom St. Marien und Lehrer an der Edith-Stein-Schule. 1994 wurde Reinhard Hauke Domkapitular des Kathedralkapitels St. Marien zu Erfurt. Im September 2005 wurde seine Verantwortlichkeit als Dompfarrer zusätzlich auf die Pfarrei St. Severi auf dem Domberg und auf St. Martini in der Brühler Vorstadt ausgeweitet.
Seit 1987 war Reinhard Hauke Gehörlosenseelsorger und von 1989 bis 2004 Rundfunkbeauftragter des Bistums Erfurt beim MDR.
Überregionale Bekanntheit vor seiner Bischofsernennung erlangte Hauke durch mehrere pastoral-liturgische Projekte, sogenannte Segensfeiern, die sich auch an Menschen richten, die keiner christlichen Kirche angehören, wie die Feier der Lebenswende für ungetaufte Jugendliche (ein Alternativangebot zur Jugendweihe), der Segnungsgottesdienst am Valentinstag für Menschen, die partnerschaftlich gebunden sind, das monatliche Totengedenken im Erfurter Dom und das schon viele Jahre stattfindende „Weihnachtslob“ für Konfessionslose am gleichen Ort.
Papst Benedikt XVI. ernannte ihn am 11. Oktober 2005 zum Titularbischof von Flumenepiscense und zum Weihbischof im Bistum Erfurt. Die Bischofsweihe spendete ihm der Erfurter Diözesanbischof Joachim Wanke am 26. November 2005 im Erfurter Mariendom, Mitkonsekratoren waren der Erzbischof von Köln, Joachim Kardinal Meisner, und der emeritierte Erfurter Weihbischof Hans-Reinhard Koch. Nach seiner Weihe entwickelte der Erfurter Weihbischof den sogenannten Kosmas-und-Damian-Gottesdienst, bei dem es sich um einen Segnungsgottesdienst für Kranke und ihre Helfer handelt und der sich auch besonders an Nichtchristen richtet, um Trost und Ermutigung zu spenden.
Hauke ist Mitglied der Kommission Weltkirche und deren Unterkommission für Lateinamerika (insbes. ADVENIAT) sowie der Jugendkommission der Deutschen Bischofskonferenz.
Bei ihrer Herbst-Vollversammlung 2009 ernannte die Deutsche Bischofskonferenz Weihbischof Hauke zum Beauftragten für die Vertriebenen- und Aussiedlerseelsorge.
Das Erfurter Domkapitel wählte Hauke am 2. Oktober 2012 zum Diözesanadministrator des Bistums Erfurt, nachdem Papst Benedikt XVI. am Tag zuvor dem Rücktrittsgesuch von Bischof Joachim Wanke entsprochen hatte. Diese Position hatte er bis zur Amtseinführung des neuen Diözesanbischofs Ulrich Neymeyr am 22. November 2014 inne.
Mit Wirkung vom 18. Juni 2016 wurde Hauke von Bischof Ulrich Neymeyr zum Dompropst des Domkapitels am Erfurter Dom ernannt.

## Bischofswappen und Wahlspruch
Den Wappenschild dominiert die Glockenzier der großen Domglocke Gloriosa, nämlich eine Darstellung Mariens mit dem Kind. Maria ist die Patronin des Erfurter Domes. Rechts und links über der Marienfigur befinden sich die Stadtwappen von Erfurt sowie Weimar, wo Hauke 1953 zur Welt kam. Kreuz und Prälatenhut über dem Schild lassen das Wappen als das eines Kirchenmannes erkennen. Dass es sich dabei um einen Bischof handelt, zeigen die grüne Farbe des Hutes sowie die 6 Quasten, die beidseitig am Hut hängen. Das Wappen eines Erzbischofes hätte 10, das eines Kardinals 15 Quasten auf jeder Seite.
Der Wahlspruch lautet: Deus pacis sanctificet vos („Der Gott des Friedens heilige euch“) aus dem 1. Thessalonicherbrief (1 Thess 5,23 ).

## Bibliographie
- Die lobpreisende Memoria: Die ökumenische Dimension der Christusanamnese in doxologischer Gestalt. Konfessionskundliche und kontroverstheologische Studien, Band 61, zugl. theol. Diss. Univ. Passau, Paderborn 1994, ISBN 3-87088-853-9.